# Ивате (броненосен крайцер, 1900)
Ивате (на японски: 磐手) е броненосен крайцер, от серията крайцери тип „Изумо“, построени за Японския Императорски флот. Последният крайцер, построен по програмата от 1896 г. (т.н. „Програма шест-шест“). Заложен е през ноември 1898 г. във Великобритания. Участва в Руско-японската война, Първата и Втората световна война. Името на кораба идва от Ивате – вулкан на остров Хоншу. Проекта е разработен от сър Филип Уотс и представлява усъвършенствана версия на типа „Асама“ с водотръбни котли вместо огнетръбни и круповска броня вместо броня тип Харви.

## История на службата
- 1904 – 1905 – Участва в руско-японската война като флагмански кораб на младшия флагман на 2-ри боен отряд на 2-ра ескадра – контраадмирала Хайяо Симамура.
  - Участва в боя от 1 (14 нов стил) август 1904 г. с Владивостокския отряд крайцери, получава над 10 попадения (40 убити, 47 ранени), в ремонт след това до 6 (19) август.
  - Участва в Цушимското сражение, получава 17 попадения (от тях 2x305 mm, 3х203 mm, 2х152 mm, 1х120 mm, 5х75 mm), силно повреден (15 ранени).
- Участва в Първата световна война като флагмански кораб на 4-ти боен отряд на 2-ра ескадра. Дислоциран в Циндао, след това съпровожда кервани в Индийския океан между Сингапур и Суецкия канал.
- След войната се използва като учебен кораб, базира се в Йокосука, има няколко похода в Индийския океан и Южна Америка.
- 1 септември 1921 – Преквалифициран на кораб на бреговата отбрана I клас.
- Ноември 1924 – Включен в състава на отряд кораби, изпратен в Бразилия за участие в празнествата по случай 100-годишнината от независимостта на страната.
- 30 май 1931 – Преквалифициран на кораб на бреговата отбрана.
- 1 февруари 1940 – Зачислен в 12-и отряд 3-та спомагателна ескадра.
- 1 юли 1942 – Въоръжен със съвременни зенитни оръдия и преквалифициран на крайцер I клас.
- 19 март 1944 – Повреден от три бомби, детонирали близо до борда, в резултат на нападение на американската авиация над Куре.
- 24 юли 1945 – Потопен от пет бомби, паднали близо до борда, в резултат на нападение на американската авиация над Куре. Потъва в координати 34°14′ с. ш. 132°30′ и. д. / 34.233333° с. ш. 132.5° и. д..
- 30 ноември 1945 – Изключен от списъците на флота.
- 1947 – Изваде и предаден за скрап в Харима.

## Командири на кораба
- капитан 1-ви ранг Ямада Хикохачи (Yamada, Hikohachi) – командва кораба от 17 юни 1899 г. до 17 май 1901 г.[1].
- капитан 1-ви ранг Такетоми Куникане (Taketomi, Kunikane) – от 6 юли 1901 г. до 12 януари 1905 г.[2].
- капитан 1-ви ранг Кавашима Рейджиро (Kawashima, Reijiro) – от 12 януари 1905 г. до 2 февруари 1906 г.[3].
- капитан 1-ви ранг Ямашита Гентаро (Yamashita, Gentaro) – командва кораба от 2 февруари 1906 г. до 22 октомври 1906 г.[4].
- капитан 1-ви ранг Арима Рюкицу (Arima, Ryokitsu) – от 22 ноември 1906 г. до 17 декември 1907 г.[5].
- капитан 1-ви ранг Ишида Ичиро (Ishida, Ichiro) – от 27 декември 1907 г. до 15 септември 1908 г.[3].
- капитан 1-ви ранг Мано Иваджиро (Mano, Iwajiro) – от 15 септември 1908 г. до 4 март 1909 г.[5].
- капитан 1-ви ранг Китано Кацуя (Kitano, Katsuya) – от 4 март 1909 г. до 1 декември 1910 г.[5].

## Фотографии
- В Плимът, 1900 г.
- През 1902 година
- Пощенска картичка, около 1905 година